# Elemér Ragályi

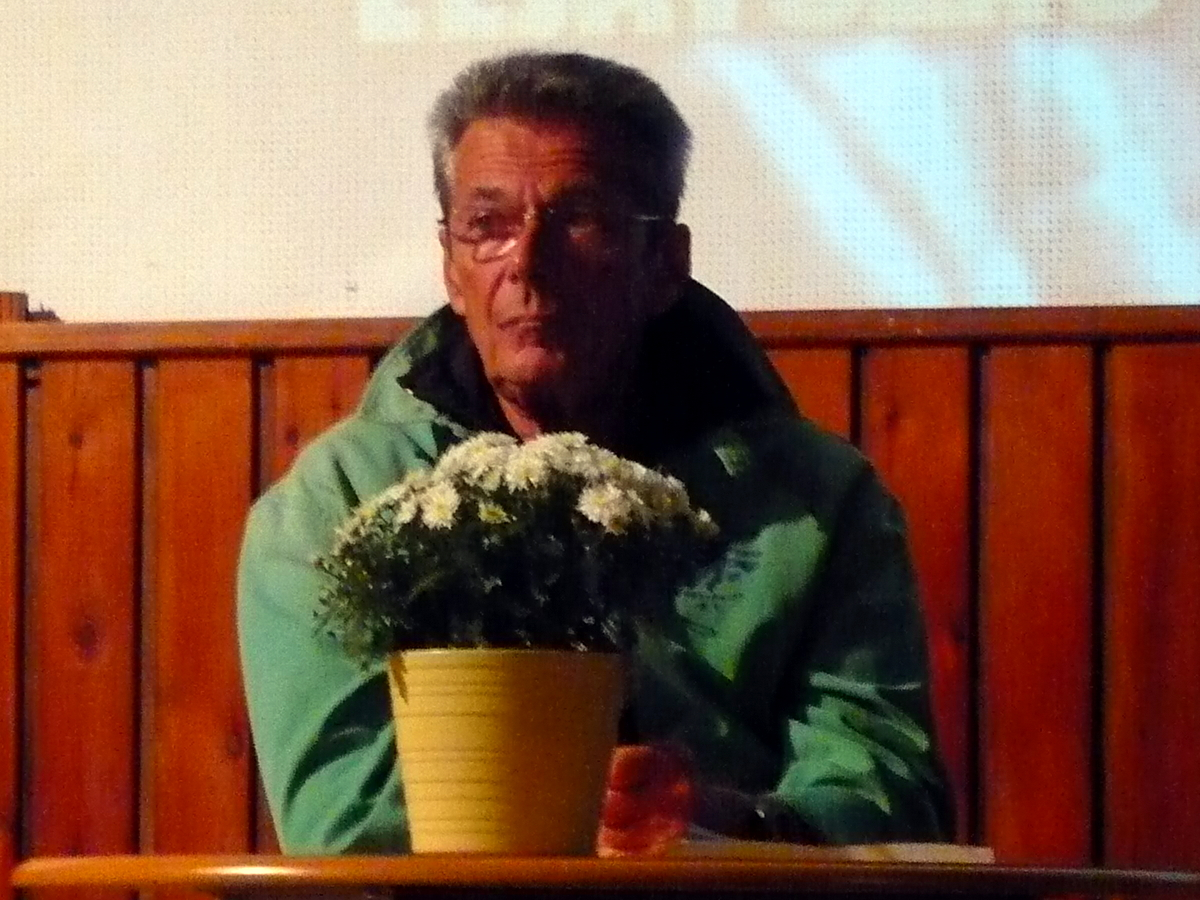
Ragályi Elemér (2012)

Elemér Ragályi (* 18. April 1939 in Rákosliget, Komitat Pest-Pilis-Solt-Kiskun; † 30. März 2023) war ein ungarischer Kameramann.

## Leben
Bereits seit 1957 arbeitete Elemér Ragályi bei den Mafilm Studios in unterschiedlichen Funktionen, bevor er bis 1968 an der Hochschule für Theater- und Filmkunst (Színház- és Filmművészeti Főiskola) bei János Herskó und György Illés studierte. Es folgte 1969 mit dem Drama Sziget a szárazföldön sein erster Spielfilm als Kameramann. Ab 1988 arbeitete er international, vor allen Dingen in Hollywood, und zeichnete als Kameramann für Filme wie Das Phantom der Oper, Jakob der Lügner und Anne Frank verantwortlich. Sein Schaffen umfasst mehr als 100 Produktionen, zuletzt trat er 2017 als Kameramann in Erscheinung.
1996 wurde er für seine Arbeit an Rasputin mit dem Emmy ausgezeichnet. Beim Montreal World Film Festival im Jahr 1979 erhielt er eine Auszeichnung der Jury für seine Kameraarbeit an Erlöse uns von dem Übel.

## Filmografie (Auswahl)
- 1969: Sziget a szárazföldön
- 1970: Der Lichtbogen (Arc)
- 1970: Urlaub ohne Jenö (A nagy kék jelzés)
- 1971: Die Stafette (Staféta)
- 1971: Meine Tante und ich (Sárika, drágám)
- 1973: Fotografie (Fotográfia)
- 1974: Die Jugend eines Träumers (Álmodó ifjúság)
- 1975: Istenmezejen, ein ungarisches Dorf 1972–1973 (Istenmezején 1972-73-ban)
- 1976: Der Wind pfeift unter den Füßen (Talpuk alatt fütyül a szél)
- 1976: Erinnerungen an Herkulesbad (Herkulesfürdői emlék)
- 1976: Spinnenfußball (Pókfoci)
- 1978: Schwarzfahrer (Kihajolni veszélyes)
- 1979: Erlöse uns von dem Übel (Szabadíts meg a gonosztól)
- 1980: Erbinnen (Örökség)
- 1980: Sonntagseltern (Vasárnapi szülök)
- 1980: Zollfreie Ehe (Vámmentes házasság)
- 1982: Dögkeselyű
- 1982: Maskottchen (Kabala)
- 1983: Flucht in den Tod (Hosszú vágta)
- 1985: Blüten, Blumen, Kränze (Szirmok, virágok, koszorúk)
- 1985: Daniel kehrt zurück (Szerencsés Dániel)
- 1985: Der schwarze Tanner
- 1985: Gruppenreise (Társasutazás)
- 1985: Nur ein Film (Csak egy mozi)
- 1986: Embryos (Embriók)
- 1987: Küßchen, Mutti (Csók, Anyu!)
- 1987: Magic – Queen in Budapest (Varázslat – Queen Budapesten)
- 1989: Das Phantom der Oper (Gaston Leroux’s The Phantom of the Opera)
- 1989: Die Mörder warten schon (Red King, White Knight)
- 1989: Recht, nicht Rache (Murderers Among Us: The Simon Wiesenthal Story)
- 1990: Reise der Hoffnung
- 1990: Schrei der Verdammten (Max and Helen)
- 1991: Die Josephine-Baker-Story (The Josephine Baker Story)
- 1992: Power Play – In den Fängen der Macht (Teamster Boss: The Jackie Presser Story)
- 1993: Karl der Große (Charlemagne, le prince à cheval, Miniserie)
- 1993: Szenen einer Familie (Family Pictures)
- 1993: Ticket in den Tod (Passport to Murder)
- 1994: Mesmer
- 1995: Katharina die Große (Catherine the Great)
- 1995: Knightskater – Ritter auf Rollerblades (A Kid in King Arthur’s Court)
- 1995: Never Talk To Strangers – Spiel mit dem Feuer (Never Talk to Strangers)
- 1996: Rasputin (Rasputin: Dark Servant of Destiny)
- 1997: Der ganz normale Wahnsinn (A miniszter félrelép)
- 1997: Der Glöckner von Notre Dame (The Hunchback)
- 1997: Ms. Scrooge – Ein wundervoller Engel (Ms. Scrooge)
- 1998: Ein Ritter in Camelot (A Knight in Camelot)
- 1998: Schuld und Sühne (Crime and Punishment)
- 1999: Jakob der Lügner (Jakob the Liar)
- 1999: Maria – Die heilige Mutter Gottes (Mary, Mother of Jesus)
- 2000: Am Anfang (In the Beginning)
- 2001: An American Rhapsody
- 2001: Anne Frank (Anne Frank: The Whole Story)
- 2002: Dracula (Il bacio di Dracula)
- 2003: Down by Love (Szerelemtöl sújtva)
- 2004: Die Nibelungen (Ring of the Nibelungs)
- 1994: Roses Song – Glaube und Hoffnung! (A rózsa énekei)
- 2012: Hinter der Tür (The Door)
- 2014: Die Maisinsel (სიმინდის კუნძული)
- 2016: Gondolj rám
- 2017: 1945